# ロボロボ
『ロボロボ』（ROBO ROBO）は、2019年1月8日から 2021年6月25日まで毎日放送（MBSテレビ）で平日の深夜に放送されていたミニ番組である。
毎日放送と大阪大学（阪大）の産学共同研究（放送上の名義は「阪大MBS」）によるAI実用化実験の一環で、同学教授の石黒浩が開発した対話スタイルのロボット3体がレギュラーで出演。放送の時期によって、趣向を変えている。人間が一切登場せず、ロボットだけで進行するレギュラー番組は、日本国内で放送されるテレビ番組で初めてとされる。
本ページでは、番組の定義に沿って、毎週火曜日から金曜日の0:53 - 0:59（毎週月曜日から木曜日の深夜24:53 - 24:59）に放送されていた時期（2019年3月29日まで）を「1st」、毎週金曜日の22:54 - 23:00に放送されていた時期を「2nd」、毎週火曜日から金曜日の0:53 - 0:56（毎週月曜日から木曜日の深夜24:53 - 24:56）に放送されていた時期（2019年7月1日から9月27日まで）を「3rd」、毎週火曜日の0:53 - 0:59（毎週月曜日深夜24:53 - 24:59）に放送している期間（2019年10月8日から2020年3月24日まで）を「4th」、『ロボロボ天気予報（ロボロボてんきよほう）』のタイトルで、毎週金曜日の0:53 - 0:59（毎週木曜日深夜24:53 - 24:59、放送時間はいずれもJST）に放送している期間（2020年4月3日以降）を「5th」と略記する。

## 概説
ヴィストン株式会社が開発したコミュニケーションロボットCommU（コミュー）3体（「せんた」「らいた」「れふた」）が、高品質音声合成エンジンAITalk®を使用した音声を通じて、シュールでおかし味溢れる会話劇を展開する。
「3rd」の途中まではスタジオ収録で、視聴者から寄せられた悩みに対して、3体のロボットがユーモラスに回答。「2nd」までの放送では、番組の途中でインフォマーシャルを挿入していた。
また、「1st」当初のエンディングでは、「運だめしスロット」というミニゲームを挿入。ゲームの最後には、「ロボ」「ロボ」「また明日（来週）!」と別々に記された3枚の画像を、スロットマシン風の画面に組み込ませていた。このゲームでは、3種類の色（赤色・空色・黄色）を背景に用いた「せんた」「らいと」「れふと」の画像を、上記の画面に配置。視聴者には、3枚の画像が回転している間に、スマートフォン内蔵のカメラで映像を1回だけ撮影することを求めていた。ちなみに、全ての画像の色が揃ったタイミングで映像を撮影できた場合には、「ラッキー」とみなしていた。
「3rd」の途中からは、バーカウンターで収録。「Sota」（ヴィストンが開発した普及型社会的対話ロボット）や「安藤ロイド」（成人の女性に似せたアンドロイド）を登場させたうえで、悩みや疑問を打ち明け合う趣向も講じていた。
「4th」からは、「Robot Documentary（ロボット・ドキュメンタリー）」と銘打って、日本各地の世界遺産・観光名所・寺社仏閣・名店を舞台にロケを敢行。ロケ先の歴史を紹介する要素が加わったことから、人間が写り込んだ映像を盛り込むとともに、阪大（大阪大学法学部）出身の西靖（毎日放送アナウンサー）をナレーターに起用している。また、ロケでは「3rd」までの内容から一転して、ロボットと人間を直々にやり取りさせる演出を盛り込むことがある。
「5th」では、『ロボロボ天気予報』という天気予報として編成。「4th」と同様のスタイルで、「せんた」「らいと」「れふと」が、天気にちなんだ場所からロボットなりに天気の魅力を伝える映像を流す。MBSテレビが天気予報を単独番組としてレギュラーで編成するのは、平日の深夜に放送されていた『そらいろのーと』（毎日放送報道局気象情報部の広瀬駿気象予報士が出演していた事前収録番組）を2018年3月30日（金曜日）で終了させて以来2年振りである。ただし、天気予報については、『そらいろのーと』と同じく、近畿地方各地の翌日の気象概況・予想気温・降水確率と大阪地方の週間予報を画面の下側へ表示するだけにとどめている。
ちなみに、MBS動画イズムでは、過去に放送した番組の本編を動画として配信している。「3rd」までは、YouTubeでも動画配信を実施。「ロボロボワンダー」や「『裏』ロボロボ」といったオリジナル動画も公開されている。

## 登場キャラクター
せんた
真ん中にいるロボット。胸のカラーは黄色。声はAITalk®は〈あんず〉の音声を使用。
らいた
右側にいるロボット。胸のカラーは青。声はAITalk®は〈まき〉の音声使用。
れふた
左側にいるロボット。胸のカラーは赤。声はAITalk®は〈ゆうと〉の音声使用。
野球の外野陣を構成するセンター（中堅手）・ライト（右翼手）・レフト（左翼手）にちなんで命名。3体の関係については謎が多く、三つ子なのか友達なのかも明らかになっていない。

### サイズについて
- 身長：30cm
- 体重：938g

大きさは約2リットルのペットボトルぐらいとの事（第18話 2019年2月5日放送分より）。

## スタッフ

### 現在のスタッフ
- 企画 - 佐藤昌弘
- 構成 - 東野ひろあき
- 撮影 - 田中慶太郎（シネブレーン）
- 照明 - 湯目賢咲（ライズ・アップ）
- 音声 - 細川雅浩
- 編集 - 佐藤雅哉（放送映画）
- MBS撮影 - 小松繁
- タイトル - 佐々木好一（MBS企画）
- MA - 田中聖二
- 編成 - 東郷泰樹
- 営業 - 八木信彦
- メカニカルプロデューサー - 山本一義
- プロジェクトリーダー - 吉川雄一郎（大阪大学基礎工学研究所）
- 協力 - 大阪大学、高台寺、AITalk®
- 監修 - 石黒浩（大阪大学基礎工学研究所）
- 演出 - 高沖秀明
- 制作・著作 - 毎日放送

### 過去のスタッフ
- 制作 - ブリッジ
- ナレーション - 西靖（毎日放送アナウンサー、2019年10月8日 - 2020年3月24日）